# NUDYLINE
NUDYLINE（ヌーディーライン）は日本の2人組音楽グループである。

## 略歴
- 2008年、日本クラウンのレーベル「playlist Zero」の第三弾アーティストとしてデビュー。先行配信したアルバムのリード曲「灼熱の踊り子」がレコード会社直営クラブ系着うたサイト「In The Groove」にて週間ランキングで初登場1位を獲得。その後、ビデオクリップ・ランキングでも初登場最高位6位を記録した。

## メンバー
- NANA（ナナ、1984年5月12日 - ）北海道出身
- I-RING（アイリン、1985年3月27日 - ）茨城県出身

## ディスコグラフィー

### アルバム
- Sexual Carnival[1]（2006年9月13日）
- NUDYLINE-UP ! Vol.1[2]（2007年5月30日、OUT OF TUNE）
- NUDYLINE-UP ! Vol.2[3]（2007年6月27日、OUT OF TUNE）
- PLANET OF N.U.D.Y（OOT0029、ポスカ完全限定盤）
- LA BAILARINA CALIENTE[4]（2008年7月2日、日本クラウン）
- 裸線音楽室[5]（2009年1月21日、日本クラウン）
- ロマンデライド*ミュージアム[6]（2014年2月12日、R&Business Record）
- LIFE IZ SPECTACLE[7]（2015年7月22日、janerecord）
- Mood Driver[8]（2018年7月30日）

### シングル
- N.W.T feat. WODDYFUNK[9]（2014年2月14日、JANE RECORDS）

### 配信
- NUDYLINE×WODDYFUNK『N.W.T』（2014年2月14日、iTunes）

### 参加作品
- 佐藤純朗　FOURTUNES（R&Business Record、EAN 4542408005097）

## タイアップ
- 「灼熱の踊り子」…世界プロサーフィン連盟日本支局大会サポーターズソング

## 書籍・雑誌
- ミュージック・マガジン 2018年10月号（2018年9月20日、ミュージックマガジン）

## テレビ・ラジオ
- Lazy Sunday（2014年9月1日、InterFM）
- 大西貴文のTHE NITE[10]（2018年9月3日、コミュニティ放送）
- MCおんの☆おんしつ（2014年9月1日、かまくらFM）

## ライブ（主要ライブ）

### 2012年
- 第17回つむぎの郷サウンドフェスタ[11]（7月21日、結城市けやき公園野外ステージ）
- NUDYLINE『ロマンデライド＊ミュージアム』リリースパーティー（8月3日、三軒茶屋 グレープフルーツムーン）
- ビーチクリーン and ビーチパーティー Surf & Reggae（8月5日、新片瀬江ノ島eau cafe）

### 2013年
- FUNKESTRA（7月18日、三軒茶屋 グレープフルーツムーン）
- WODDYFUNK×OLD FREE BIRD×NUDYLINE（7月21日、青山GIGABAR TOKYO）
- Native Soul Festival大門 JUMP UP LIVE2013[12]（8月3日、北海道函館大門グリーンプラザ）
- FUNKY CHICKEN BAR MORIGEN 13th Anniversary Special Night[13]（2013年8月17日、FUNKY CHICKEN BAR MORIGEN）
- FUNKESTRA『WHAT IS FUNK?』（10月1日、三軒茶屋 グレープフルーツムーン）
  - JUNRO CD release party

### 2014年
- FUNKICK OFF 2014（1月7日、目黒 BLUES ALLEY JAPAN）
- MOVIN' ON（3月29日、代官山 LOOP）
- T.P.O.音楽倶楽部「わいわい！ワンマンライブ」Vol.6（4月20日、江古田 Buddy）
- おおバカPARTY（5月5日、SOULBAR AI CLUB）
- WODDYFUNK/NUDYLINE/FUNKESTRA「Do It Funk」（6月10日、目黒 BLUES ALLEY JAPAN）
- Lady Angel 107（7月8日、南青山 MANDALA）
- TOKYO FUNKY GIRL'S SHOW CASE vol.34（7月23日、三軒茶屋 グレープフルーツムーン）
- NUDYLINE SHOW 「サマボンス2014」（8月16日、目黒 BLUES ALLEY JAPAN）
- Marianjuna ×NUDYLINE 「Night circus party」（9月6日、下北沢 Circus）
- TOKYO FUNKY GIRL'S SHOW CASE session live（12月5日、三軒茶屋 グレープフルーツムーン）

### 2015年
- FUNKESTRA with WODDYFUNK & NUDYLINE（2月18日、三軒茶屋 グレープフルーツムーン）
- NUDY LINE × Jow × 横田寛之（3月20日、三軒茶屋 グレープフルーツムーン）
- FUNKESTRA（6月8日、三軒茶屋グレープフルーツムーン）
- TOKYO FUNKY GIRLS SHOWCASE vol.41 （6月24日、三軒茶屋 グレープフルーツムーン）
  - NUDYLINE new CD release party!
- STARRATZ WONDERSPLASH!!（7月4日、渋谷 Club asia）
- FUNKESTRA / NUDYLINE / WODDYFUN（7月31日、目黒 BLUES ALLEY JAPAN）
  - NUDYLINE new CD release party![14]
- TOKYO FUNKY GIRLS SHOWCASE vol.42 （8月25日、三軒茶屋 グレープフルーツムーン）
- GREED︎[15]（8月29日、川越G-style）
- NUDYLINE with FORNO BUONO ～秋の夜長のスペクタクル KAMA 釜 NIGHT～（9月22日、三軒茶屋 FORNO BUONO）
  - NUDYLINE ワンマンライブ[16]
- NUDYLINE LIVE（11月7日、函館 Bees. Bee）
- Amigos Party（11月8日、函館 Blue Point）
- FUNKESTRA（12月8日、三軒茶屋 グレープフルーツムーン）
- Xmas Special Zooconnection（12月18日、目黒 BLUES ALLEY JAPAN）
- NUDYLINE X'mas Special（12月22日、三軒茶屋 FORNO BUONO）

### 2016年
- NUDYLINE with HOOKIPA Special Live（1月30日、六本木 HOOKIPA）
- NUDYLINE×FORNO BUONO I-RING birthday special（3月27日、三軒茶屋 FORNO BUONO）
- FORNOBORNO×NUDY LINE ～NANA Birthday bash special～（5月15日、三軒茶屋 FORNO BUONO）
- united jeggae（7月28日、西荻窪 w.jaz）
- NUDYLINE×FORNO BUONO LIVE（9月4日、三軒茶屋 FORNO BUONO）
- STANCENATION Japan G Edition 2016（10月16日、東京・お台場）
  - 「スタンスマガジン」「カスタムCAR 」「VIPCAR」「eS4」「Nostalgic SPEED」「ハチマルヒーロー」6誌コラボレーションカーショー
- BLUES ALLEY JAPAN 26th anniversary FUNKESTRA live! with NUDYLINE & WODDYFUNK（10月26日、目黒 BLUES ALLEY JAPAN）
- FUNKESTRA extra X'mas Special Live! （12月18日、THE GREAT JOURNY）

### 2017年
- FUNKESTRA LIVE with NUDYLINE & WODDYFUNK“FUNK！FUNK！FUNK！”佐藤純朗 完全復帰！（3月28日、三軒茶屋 グレープフルーツムーン）
- FUNKESTRA LIVE WODDYFUNK new Album Release Party（6月28日、三軒茶屋 グレープフルーツムーン）
- United Jaggae（7月14日、西荻窪 w.jaz）
- Amigos Party Guest NUDYLINE from TOKYO（11月4日、函館 SOUNDPAPA）
- FUNKESTRA LIVE whacho Comeback Live![17]（11月29日、青山 HEAVEN）

### 2018年
- FUNKESTRA LIVE (4月18日、三軒茶屋 グレープフルーツムーン）
- FUNKESTRA NUDY LINE & WODDYFUNK（7月30日、三軒茶屋 グレープフルーツムーン）
  - NUDY LINE new ALBUM release LIVE!
- TFS vol.62（8月27日、青山 HEAVEN）
- Hi-Passion Party（9月22日、青山 HEAVEN）
- FUNKESTRA LIVE! with NUDYLINE & WODDYFUNK（11月6日、三軒茶屋 グレープフルーツムーン）
- JUICY FRUIT[18]（12月22日、六本木Varit.）
- J-black X’mas![19]（12月23日、青山 HEAVEN）

### 2019年
- NUDYLINE 新春AHAナイト[20] (1月30日、自由が丘マルディグラ）
- Bliss FRIDAYS 4th SEASON（2月8日、BX CAFE）
  - DJ SAORI × NUDYLINE コラボライブ